# Val-d’Illiez
Val-d’Illiez – miejscowość i gmina (commune) w południowej Szwajcarii, w kantonie Valais, w okręgu (district) Monthey. Leży w dolinie Val d’Illiez, nad rzeką Vièze.

## Demografia
W Val-d’Illiez mieszka 2 119 osób. W 2021 roku 19% populacji gminy stanowiły osoby urodzone poza Szwajcarią. 

## Transport
Przez teren gminy przebiega droga główna nr 202. 